# Natal'ja Viktorovna Kočubeja
La contessa Natal'ja Viktorovna Kočubeja, (in russo: Наталия Викторовна Кочубей) (10 ottobre 1800 – San Pietroburgo, 24 gennaio 1855), è stata una nobildonna russa.

## Biografia
Era la primogenita di Viktor Pavlovič Kočubej (1768-1834), e di sua moglie, Marija Vasil'evna Vasil'čikova (1779-1844). Trascorse i suoi primi anni di vita all'estero.
Poco dopo il loro matrimonio, che si tenne nel 1799, suo padre cadde in disgrazia con l'ascesa dell'imperatore Paolo I e furono costretti ad andare a Dresda. Solo dopo con il regno dell'imperatore Alessandro I, Viktor poté ritornare a corte. A causa della vicinanza del conte all'imperatore, sua madre assunse una posizione invidiabile a corte.
Tra il 1817 e il 1818 visse a Parigi. In seguito ritornarono in Russia e Natal'ja divenne damigella d'onore dell'imperatrice Aleksandra Fëdorovna.
Durante i suoi studi al Liceo imperiale di Carskoe Selo, Natal'ja conobbe Aleksandr Sergeevič Puškin e venne considerata come l'amore segreto del poeta.

## Matrimonio
Nel settembre 1820 sposò Aleksandr Grigor'evič Stroganov (1795-1891), figlio del conte Grigorij Aleksandrovič Stroganov. Ebbero cinque figli:
- Marija Aleksandrovna (1822-1839);
- Grigorij Aleksandrovič (1824-1878);
- Natal'ja Aleksandrovna (1828-1853), sposò il principe Pavel Vasil'evič Golicyn, figlio di Vasilij Sergeevič Golicyn;
- Viktor Aleksandrovič (1831-1856), sposò Ekaterina Nikolaevna Vojeikova;
- Sergej Aleksandrovič (1834-1842).

Nel 1841 lasciarono la Russia, trascorrendo l'inverno a Parigi e l'estate a Karlovy Vary, Teplice e Aquisgrana. A quell'epoca, Natal'ja si avvicinò Sof'ja Petrovna Svechin, che si era convertita al cattolicesimo.

## Morte
Morì il 24 gennaio 1855 a San Pietroburgo e fu sepolta nel cimitero Tichvin del Monastero di Aleksandr Nevskij.